# Moixiganga

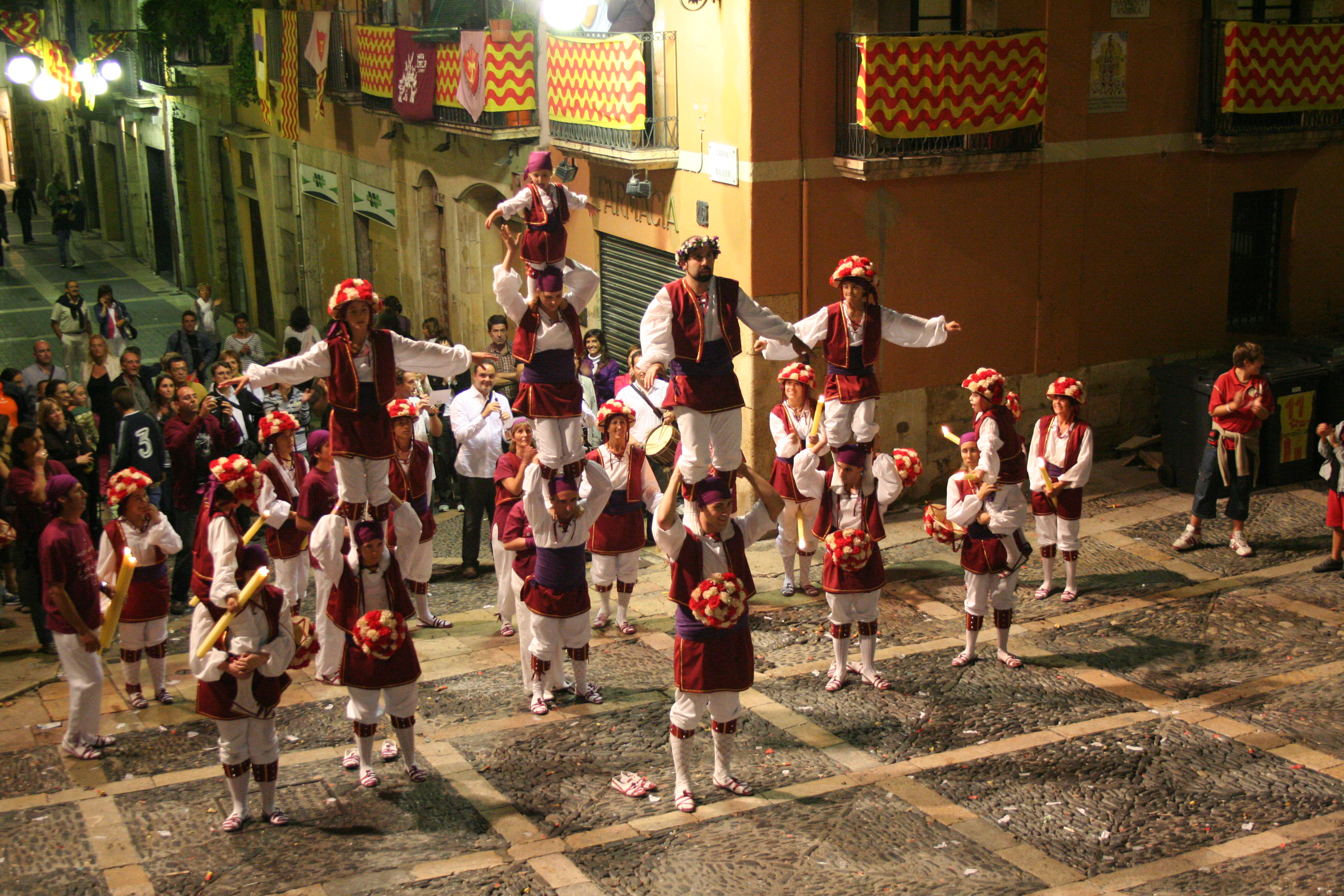
Moixiganga de Tarragone

La moixiganga est un ensemble de danses accompagnées de chansons et de formation de tours humaines pratiquées au Pays valencien et en Catalogne. Elles seraient à l'origine des castells et de la muixeranga.
La moixiganga est connue depuis le Moyen Âge. Jusqu'à la fin du XVIIe siècle la moixiganga était un bal avec des chansons et des déguisements colorés clôturant les spectacles de théâtre religieux. Il était dansé sur un mode comique par les mêmes acteurs de la pièce théâtrale et les figures étaient liées au thème de la pièce précédente.
D'origine païenne et populaire, avec le temps la moixiganga s'est intégrée aux manifestations religieuses des Pays catalans. Dans cette région, les fêtes et notamment les fêtes de la ville, Festa Major, comprennent une cercavila, défilé dansant et chantant dans les rues de la ville, que viennent rejoindre les spectateurs, pendant qu'à leur tour d'autres participants le quittent pour mieux le regarder. Il marque généralement le début et la fin de fête. Il y peut y avoir aussi des géants, nans, correfoc, etc. Au Moyen Âge chaque corporation (en catalan : gremi) participait avec une danse en tête du défilé, pour souvent finir par former une tour humaine. La corporation des ouvriers en particulier était très liée aux moixigangues.

## Costume
Le costume était à l'époque plutôt riche et cher, car les danseurs avaient des chapeaux et des gilets, comme les hommes des classes sociales élevées. Ils avaient parfois des cierges, dont la cire était à cette époque relativement bon marché. Ils portaient une chemise, des pantalons, espadrilles ou chaussures, une faixa (une sorte d'écharpe serrée à la taille, typique du costume catalan) et souvent un faldellí, une petite jupe sur le pantalon. L'esthétique en était plutôt baroque.

## Description
La moixiganga est un bal populaire qui connaît quelques variantes mineures selon les différentes villes où il est dansé. Ces bals sont assez similaires malgré tout, sauf la moixiganga d'Igualada et celle de Lleida. La chorégraphie n'est pas excessivement complexe, on y trouve des figures intercalées représentant des scènes de la Passion. L'esthétique l'emporte sur les acrobaties gymnastiques propres du cirque.
À l'origine, ces manifestations étaient païennes. Les vêtements étaient plus chers que les autres donc les danseurs avaient besoin de plus d'argent que pour d'autres manifestations populaires. Les danseurs étaient payés, deux fois plus que ceux présents aux bals valenciens. Ils bénéficiaient aussi de subventions de la part des prêtres. Les danseurs avaient également le droit d'entrer dans les églises sans avoir besoin d'enlever leur chapeau. Ce financement accordé par l'Église explique probablement l'apparition de références catholiques dans les danses
En raison du coût de revient élevé, le numéro de danseurs d'une moixiganga était limité, et par conséquent les tours et constructions humaines qu'ils faisaient ne dépassait pas trois « étages ».

## Origine probable des castells
Les premières colles castelleres appelées "casteller" remontent à l'an 1805. Avant les castells existaient déjà, mais ils étaient nommés « bal de valenciens ». On ne sait pas avec certitude si le bal des valenciens était le nom d'une danse antérieure à la moixiganga ou résulte d'un changement de nom, au fil du temps et des remarques de Tarragone de la moixiganga.
Au XVIIe siècle, la moixiganga était aussi dansée lors des processions de Pâques, elle avait alors une forte connotation religieuse avec des scènes représentant des passages de la Passion du Christ (en catalan, la Passió). À la fin du bal, ainsi qu'au cours du bal, les danseurs réalisaient des tours humaines,.
La référence écrite la plus ancienne de l'expression "bal de valenciens" date de l'an 1687, et remonte aux fêtes patronales de Tarragone. Il était déjà dansé aux fêtes des villes, la Festa Major, et la musique était jouée avec une gralla, comme aujourd'hui aux castells. Il y avait encore de la danse et des petites tours humaines, et notamment une tour nommée "torreta" (c'est-à-dire, petite tour, en catalan) qui avait trois ou quatre étages (les castells aujourd'hui doivent avoir un minimum de six étages). Il existe des textes où l'on parle des "châteaux (castells) dans les danses appelées « des valenciens ». Ces danses ont connu un processus d'évolution, au cours duquel les constructions humaines ont pris de plus en plus importance. Le bal de valenciens et les castells ont coexisté pendant des années, jusqu'à ce que, peu à peu, le bal disparaisse. Malgré cela, les castells ont conservé le même nom, bal de valenciens, pendant des années, jusqu'à prendre leur nom actuel : castells,.
Au XIXe siècle, les tours avaient déjà plus de six étages. En l'an 1857, pour la première fois le nom "xiquets" dans une colla castellera à Valls, remplace, au début comme euphémisme, le mot "Valenciens". Xiquet est un mot typique du catalan parlé au Pays valencien pour dire "enfant" et "jeune homme". Ce mot est toujours dans le nom de plusieurs colles castelleres et indiquerait la naissance d'une nouvelle conception de ces manifestations.

## Origine de la muixeranga
La moixiganga est à l'origine de la muixeranga, qui a conservé le sens religieux et la danse. Les muixerangues réalisent des tours humaines, comme les moixigangues et les castells, mais elles sont plus esthétiques et moins grandes que les castells. La muixeranga, comme les castells, sont inscrits par l'UNESCO sur la liste représentative du patrimoine culturel immatériel de l'humanité.

## La Moixiganga et le Musée Casteller de Catalogne
Dérivée des liens entre cette représentation et les «castells» actuelles Moixiganga est inclus dans le discours du Musée Casteller de Catalogne en construction à Valls.
[vidéo] L'Expérience des Tours Humaines. Museu Casteller de Catalunya - Valls [archive] sur YouTube
[vidéo] Découvrez les collections photographiques du musée [archive] sur YouTube